# Валя-Морій (Димбовіца)
Валя-Морій (рум. Valea Morii) — село у повіті Димбовіца в Румунії. Входить до складу комуни Бездяд.
Село розташоване на відстані 89 км на північний захід від Бухареста, 22 км на північ від Тирговіште, 60 км на південь від Брашова.

## Населення
За даними перепису населення 2002 року у селі проживали 22 особи, усі — румуни. Усі жителі села рідною мовою назвали румунську.